# Trafohaus Lutherplatz

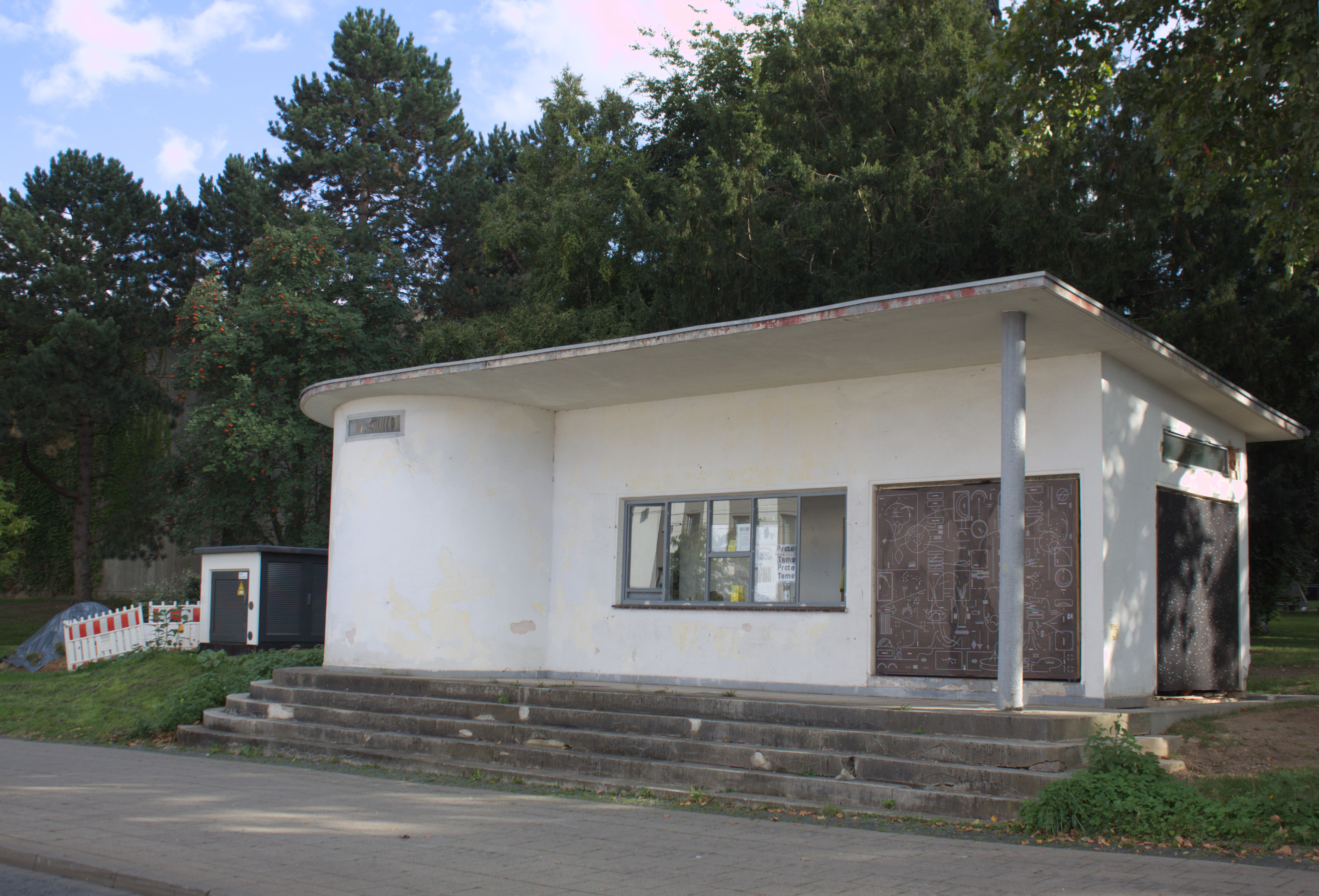

Das Trafohaus Lutherplatz ist ein denkmalgeschütztes Gebäude auf dem Lutherplatz in Kassel. Das Gebäude wurde 1957 durch den Architekten und damaligen Leiter des Kasseler Hochbauamtes Werner Noell erbaut. In dem Gebäude waren ursprünglich eine Transformatorenstation, ein Kiosk, eine Telefonzelle und eine Poststation untergebracht.
Ab Beginn der 1990er Jahre wurde das Gebäude für Ausstellungen genutzt. Von 2002 bis 2013 wurde das Trafohaus dann von der „Kulturinitiative Trafo“ als Veranstaltungsort für Kunstausstellungen, Musikprojekte, Performances und Workshops betrieben. Im Jahr 2005 initiierte der Künstler und gelernte Gärtner Karsten Winnemuth einen Experimentiergarten unter dem Namen „plan t“, wo Kräuter und Heilpflanzen angebaut wurden. Die kulturelle Nutzung wurde von den Städtische Werke Netz+Service GmbH (NSG), dem Eigentümer des Gebäudes, beendet, da sie dessen Abriss plante. Daraufhin gründete sich der Verein „Nutzungskonzepte“, der das Gebäude vor dem Abriss bewahren und sanieren wollte. Seit Sommer 2020 werden auf den beiden integrierten Plakatwänden monatlich neue Motive gezeigt.
Das langsam verwahrlosende Gebäude war lange einer der Treffpunkte der Alkohol- und Drogenszene von Kassel und Ziel von Graffiti-Sprayern. Als Ersatz für die Funktion als Trafostation wurde in den 2010er Jahren neben dem Trafohaus ein deutlich kleinerer Trafokasten gebaut, der diese Aufgabe monofunktional erledigt.
Während der documenta fifteen wurde das Trafohaus von Netzwerk Arts Collaboratory als Dachgarten, Nachrichtenstudio und Bühne für Theateraufführungen genutzt.